# Kampoi
Die Kampoi (deutsch auch Kampen, altgriechisch Κάμποι) waren eine germanische Volksgruppe unklarer Bestimmung, die nur in der Geographia des Claudius Ptolemaeus erscheint. Offenbar als Unterabteilungen dieser Gruppe werden an gleicher Stelle die Adrabaikampoi (Ἀδραβαίκαμποι, deutsch Adrabäcampen) sowie die Parmaikampoi (Παρμαίκαμποι, deutsch Parmäkampen) genannt.

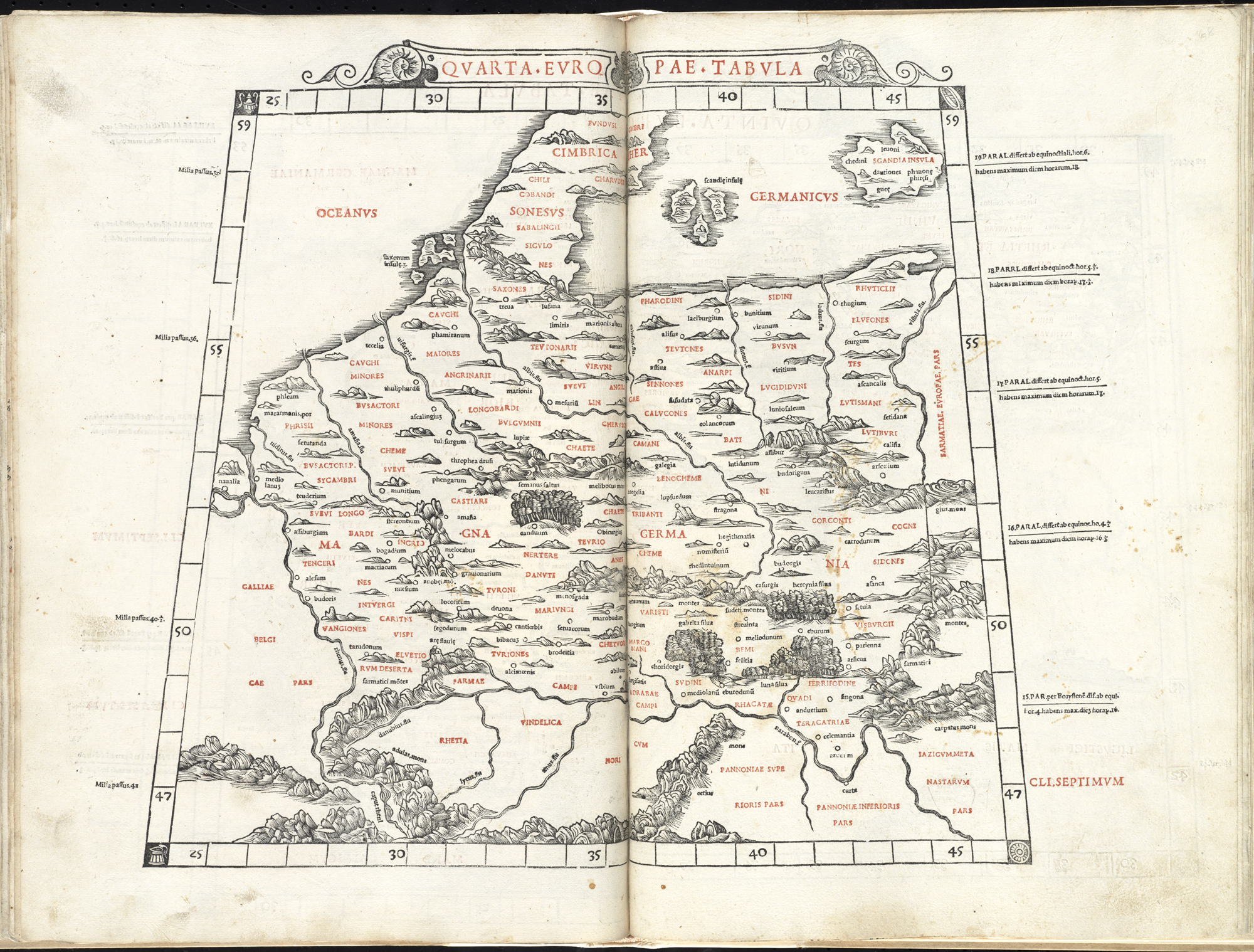
Die Donau fließt am unteren Bildrand in östlicher Richtung, nördlich von Rätien und Vindelicien zwischen der Mündung von Lech und Inn liegen die Parmae Campi, die Adrabae Campi schließen sich im Osten im nördlichen Ober- und Niederösterreich an

Lokalisiert wurden sie von Ptolemaeus unmittelbar nördlich der Donau und südlich von Böhmen, also in unmittelbarer Nachbarschaft der römischen Reichsgrenze. Der Name Kampoi wird auf den keltischen Flussnamen Kamp (von keltisch *cambo „gekrümmt“) zurückgeführt. Als linksseitig mündende Nebenflüsse der Donau kommen dementsprechend der bei Cham in den Regen mündende Chamb sowie der Kamp in Niederösterreich in Betracht.
Man hat vermutet, dass Parmaikampoi aus Prima Camba und Adrabaikampoi aus Altera Camba verderbt sind. Demnach wären die Parmaikampoi das Volk oder die Stammesgruppe am ersten Fluss namens Kamp und die Adrabaikampoi wären am zweiten Fluss des Namens ansässig. Jedenfalls können die Adrabaikampoi nicht weit vom niederösterreichischen Kamp zu lokalisieren sein, da sie bei Ptolemaeus das nächste südlich des Gabretawaldes (Böhmerwald) siedelnde Volk sind.